# Flamme Olympique FC
Der Flamme Olympique Football Club de Guinée, auch bekannt als Flamme Olympique FC, ist ein 2010 gegründeter guineischer Fußballverein aus Conakry. Aktuell spielt der Verein in der ersten Liga.

## Erfolge
- Guineischer Zweitligameister: 2018/19  ▲

## Stadion
Die Heimspiele werden im Stade Petit Sory in Conakry ausgetragen. Das Stadion hat ein Fassungsvermögen von 2000 Personen.